# Ctenognophos paganata
Ctenognophos paganata är en fjärilsart som beskrevs av Felder 1874. Ctenognophos paganata ingår i släktet Ctenognophos och familjen mätare. Inga underarter finns listade i Catalogue of Life.